# Hadromychus chandleri
Hadromychus chandleri is een keversoort uit de familie zwamkevers (Endomychidae). De wetenschappelijke naam van de soort werd in 2002 gepubliceerd door Bousquet & Leschen.